# Superliga Carnavalesca de Brasil
La Superliga Carnavalesca do Brasil (Superliga), anteriormente Liga Independiente de Escuelas de Samba de Brasil (LIESB) es una liga que organiza los Desfiles de las Escuelas de Samba de la Serie Plata, Serie Bronce y  el Grupo de Evaluación, que se realizan en la Estrada Intendente Magalhães, en Río de Janeiro, Brasil.

## Historia
Tras el intenso clima que rodeaba a AESCRJ con luchas internas entre presidentes y la LIERJ gestionando temporalmente este grupo, doce de las catorce asociaciones de la Serie B decidieron fundar la LIESB para unirse y dar credibilidad a la Serie B. Mientras tanto, otras asociaciones decidieron unirse a ACSN, otra liga creada para velar por los intereses del resto de grupos, así como algunas asociaciones de la propia Serie B.  Aunque aún no era oficial, definió su primera orden de desfile en mayo de 2015. Lo que ocurrió meses después, causando revuelo en los desfiles ya que la entidad también contaba con algunas escuelas de los otros grupos afiliados..
En una reunión celebrada en la sede de RioTur, se llegó al consenso de que LIESB sólo se encargaría de la Serie B, de modo que las asociaciones que llegaron a la organización procedentes de los Grupos C, D y E se reintegrarían en Samba é Nosso, que ahora se encargaría de estos grupos.
En octubre de 2016, con el fin de Samba é Nosso, se decidió que las Series C, D y E fueran administradas por la LIESB.
Tras el Carnaval 2017, Gustavo Barros, expresidente de Unidos da Ponte, asumió la presidencia de la organización en sustitución de Heitor Fernandes. En una reunión plenaria celebrada a finales de julio de 2017, se decidió cambiar el nombre de la organización de Liga Independente das Escolas de Samba da Série B a Liga Independente das Escolas de Samba do Brasil.
En 2019, LIESB renunció a administrar los desfiles de la Serie E, debido a no poder compartir la subvención en este grupo, por lo que este pasó a ACAS y se especuló con que también organizaría el Carnaval de Juiz de Fora, esto después de las peleas entre las autoridades públicas y LIESJUF, pero se quedó sólo en un rumor y descontentos con la falta de transparencia en la gestión de la entidad en los años anteriores, con resultados dudosos y falta de rendición de cuentas, ocho presidentes se separaron y decidieron fundar LIVRES..
Mientras tanto, la organización ha cambiado de presidente: saliendo Gustavo Barros y entrando Clayton Ferreira, que ya como nuevo titular creó y las escuelas de samba afiliadas aprobaron el "Grupo Especial de Intendente Magalhães", resultante de la fusión de las Series B y C, además de la Serie D, que ahora se llama Grupo de Acesso de Intendente Magalhães" y con el fin de las subvenciones a las escuelas de samba que desfilan en el Sambódromo, los grupos especial de Intendente y de acceso vieron triplicadas sus subvenciones por parte del municipio y a pocas semanas del Carnaval, se ha decidido que las escuelas de samba del segundo día del Grupo Especial Intendente Magalhães desfilen en primer lugar, seguidas de las escuelas de samba LIVRES. Además, debido a las desavenencias, el jurado quedó en manos de Riotur.
En un pleno celebrado posteriormente, se decidió la exclusión unánime de la organización de los seis disidentes, así como el regreso de los ahora llamados "Grupo de Evaluación" y después de los cambios que llevaron a la extinción de LIERJ y la entrada de LIGA RJ, los dirigentes de las escuelas de samba de la entonces LIESB decidieron en una sesión plenaria que la organización pasaría a llamarse Superliga. 
En una sesión plenaria celebrada el 18 de mayo de 2023, la Superliga Carnavalesca do Brasil presentó su nueva junta directiva para el Carnaval de 2024.
Pedro Silva asume la presidencia de la entidad que dirigirá los desfiles de las Series Plata, Bronce y Evaluación. Pedro sustituye a Clayton Ferreira, que ha dejado el mando de la Liga para asumir el cargo de Secretario Ejecutivo del Frente Parlamentario del Carnaval.